# Santo Cristo
Santo Cristo és un petit barri portuari situat a l'extrem nord de la Zona Central del municipi del Rio de Janeiro. Localitzat en la Zona Portuària carioca, davant els molls i amarratges, junt al efervescent barri de Gamboa. El barri deu el seu nom a la Paróquia Santo Cristo dos Milagros, construïda enfront del port. El barri queda en el límit del centre de la ciutat amb la Zona Nord i té com a veïns Caju, São Cristóvão, Praça da Bandeira, Cidade Nova, Centro i Gamboa.
El seu IDH, l'any 2000, era de 0,792, el 97è millor del municipi de Rio de Janeiro.

## Història
El barri de Santo Cristo va ser poblat per portuguesos que desembarcaven en el moll del port i allà s'instal·laven comercialment i residencial. Aquest és l'origen dels dúplex (sobrados), que consistien en residència en el segon pis i comerç a la planta baixa.
El barri va ser important en la zona que correspon als actuals barris portuaris carioques, tenint un paper fonamental en l'estructuració de la malla urbana, identitat cultural i història popular de la ciutat del Rio de Janeiro. És un dels pocs llocs de la ciutat on el traçat urbà i les formes d'ús residencial porten, encara avui, l'autenticitat del moment de la seva creació. Els seus camins sinuosos, les seves moltes escales, travesses, carrerons, cementiris, escales i talussos guarden més de quatre-cents anys d'història i són una memòria viva del "viure carioca".
El comerç i la tortura d'esclaus van marcar molt la història del barri. El gran nombre d'esclaus pobres i malalts, per exemple, va contribuir a la inauguració del primer hospital de la ciutat, anomenat Nossa Senhora da Saúde.
La influència del catolicisme també es va fer molt present en el barri. El seu nom ve de l'església que es localitza a la plaça de Santo Cristo, anomenada Santo Cristo dos Milagres - nom que prové de la imatge del patró portada de les Açores. Conten els més antics que navegadors portuguesos van xocar amb una roca enmig del mar, però no van naufragar. Van atribuir el miracle a la imatge del Sant que era duta en l'embarcació.
Amb la construcció, en les proximitats, de la Vila Olímpica de la Gamboa, de l'Aquário Municipal i de la Ciutat del Samba, a més del club dels Portuaris, seu de les escoles de samba Unidos da Tijuca i Alegria da Zona Sul, encara que originàries d'altres barris. De pràcticament abandonat que va estar a l'actual status de barri de pas en direcció al renascut Gamboa i al Centre, comença lentament a valorar-se, malgrat encara ser considerat per molts una espècie de "zona de risc". La Rodoviária Novo Rio, així com el Morro do Pinto, es localitzen en el barri.